# Talang Way Sulan
Talang Way Sulan is een bestuurslaag in het regentschap Lampung Selatan van de provincie Lampung, Indonesië. Talang Way Sulan telt 2239 inwoners (volkstelling 2010).